# Hour of Penance
Hour of Penance je talijanski tehnički brutal death metal sastav iz Rima.

## O sastavu
Osnovan je 1999. godine te su u početku svirali obrade black-death metal-sastava. Nakon objavljivanja dema, te nastupa na Deathfestu u Göteborgu, potpisuju za španjolsku izdavačku kuću Xtreem Music, pod kojom objavljuju svoj prvi studijski album Disturbance 2003. godine. Nakon par promjena u postavi, kreću na veliku europsku turneju, nakon koje se vraćaju u studio te 2005. objavljuju drugi studijski album Pageantry for Martyrs, u sklopu čije promotivne turneje su nastupali sa sastavom Krisiun, te na talijanskom festivalu Grind Your Mother 3 s Napalm Deathom i Sinisterom. U prosincu 2006. dolazi novi pjevač Francesco Paoli (koji je kasnije postao bubnjar sastava Fleshgod Apocalypse), te 2008. objavljuju svoj treći studijski album The Vile Conception, ovaj put pod izdavačkom kućom Unique Leader. Svoj četvrti studijski album Paradogma objavili su 2010. godine, nakon kojeg Paoli napušta sastav, te ga zamjenjuje Paolo Pieri. U ožujku 2012. objavljuju peti studijski album Sedition, s kojeg je objavljen video za pjesmu "Sedition Through Scorn". 
Svoj šesti studijski album objavili su svibnju 2014. Gitarist Paolo Pieri za album je izjavio: "Regicide se bavi temama o uništenju i ubijanju kralja - bili to vlastiti strahovi, predrasude ili dogme koje gradimo oko sebe kako bi se nosili sa stvarnošću. Samo otpuštanjem tih iluzija i rušenjem zidova neznanja i straha koje stvaraju društvo, religija te svaka disfunkcionalna vlast s kojima se susrećemo u životu, možemo početi iznova graditi vlastiti put kao slobodni ljudi koji nemaju potrebe za kraljem." Snimili su i spot za pjesmu "Reforging the Crowns". Idući album, nazvan Cast the First Stone objavili su u siječnju 2017. Sastav ima više od 200 nastupa diljem svijeta, te su među ostalim svirali sa sastavima Behemoth, Skeletonwitch, Cannibal Corpse, The Black Dahlia Murder, Devildriver, Psycroptic, Deicide, Belphegor i Nile.

## Stil
Hour of Penance sviraju relativno kompleksni death metal, više fokusiran na brutalnost i brzinu (brutal death metal). Pjesma "Apothesis" s albuma Paradogma sadrži elemente progresivnog metala, što je iznimka od ostalih pjesmi. Kao glazbene uzore gitarist Giulio Moschini navodi sastave Morbid Angel, Hate Eternal, Cannibal Corpse, Suffocation i Nile, te posebice Sepulturin album Beneath the Remains.
Većina tekstova njihovih pjesama je o kritici religije, te o političkim i filozofskim temama. Na albumu The Vile Conception nalazi se citat iz Hobbesove knjige Levijatan: Strah od nevidljive sile izmišljene u svijesti ili zamišljene iz javno dopuštenih priča jest religija. Ime njihovog petog albuma Paradogma složenica je grčkih riječi para i dogma što bi se moglo prevesti kao "protiv dogma".

## Članovi sastava
Sadašnja postava
- Giulio Moschini - gitara (2004.-)
- Paolo Pieri - vokal, gitara (2010.-)
- Marco Mastrobuono - bas-gitara (2013.-)
- Davide "BrutalDave" Billia - bubnjevi (2015.)

Bivši članovi
- Francesco DeHonestis - gitara (1994. – 2004.)
- Stefano Morabito - gitara (2009. – 2010.)
- Mauro Mercurio - bubnjevi (1999. – 2010.)
- Enrico Schettino - gitara (1999. – 2006., 2009.)
- Mike Viti - vokal, bas-gitara (1999. – 2004.)
- Alex Manco - vokal (2004. – 2006.)
- Francesco Paoli - vokal (2006. – 2010.)
- Simone Piras - bubnjevi (2010. – 2012.)
- Silvano Leone - bas-gitara (2006. – 2013.)
- James Payne - bubnjevi (2012. – 2014.)

## Diskografija
Studijski albumi
- Disturbance (2003.)
- Pageantry for Martyrs (2005.)
- The Vile Conception (2008.)
- Paradogma (2010.)
- Sedition (2012.)
- Regicide (2014.)
- Cast the First Stone (2017.)

## Vanjske poveznice
- Službena stranica  Arhivirana inačica izvorne stranice od 21. srpnja 2021. (Wayback Machine)